# AST-Reaktor
Der AST-Reaktor (russisch АСТ) ist ein russischer Kernreaktor, der für Heizwerke entwickelt wurde. АСТ steht für атомная станция теплоснабжения (dt. in etwa: Atomanlage für Wärmeversorgung). Entwickler ist das russische Konstruktionsbüro OKBM.

## Funktionsweise

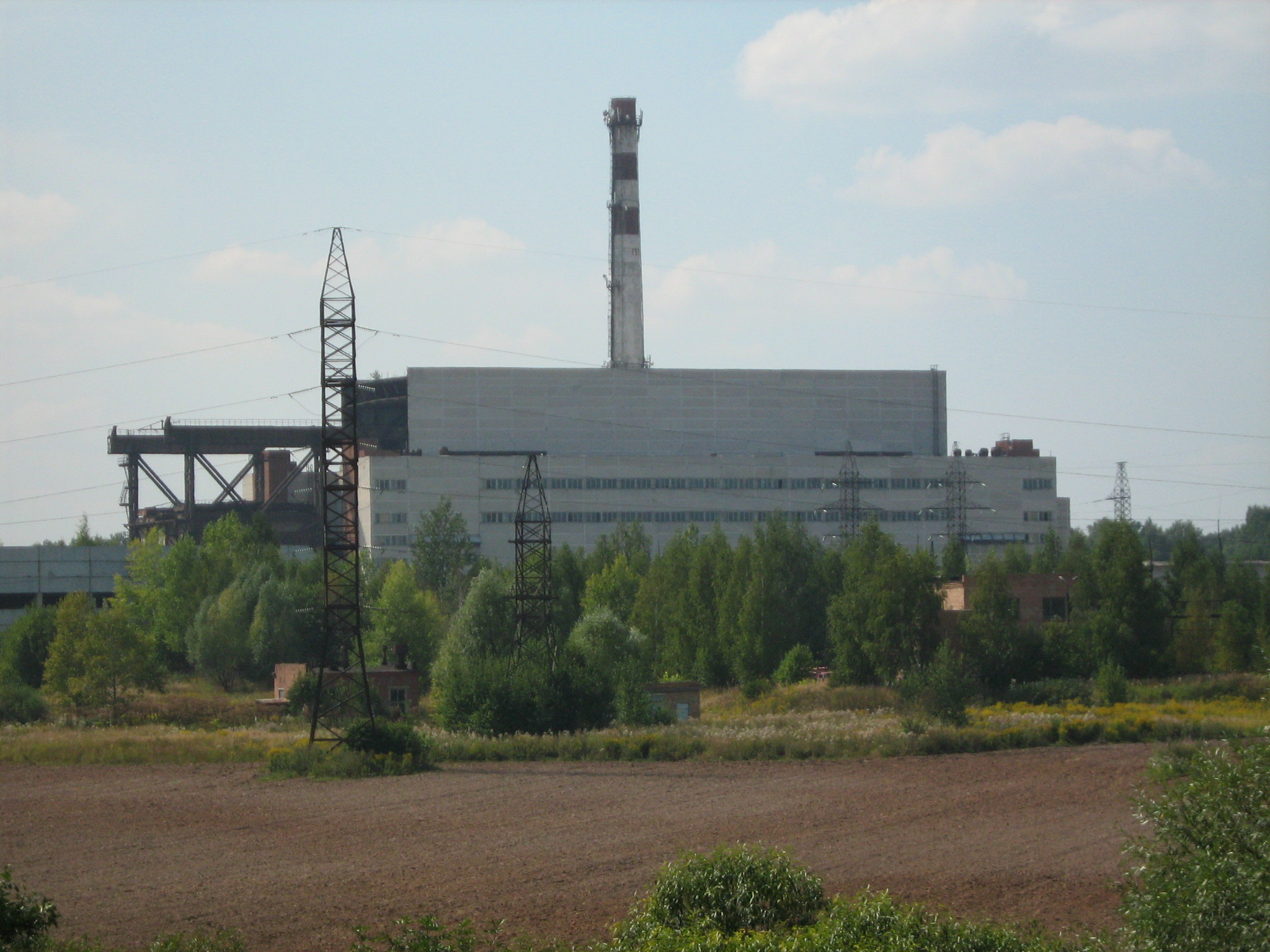
Kernheizwerk Gorki

Die kernphysikalische Auslegung ist ähnlich der eines Siedewasserreaktors. Der AST-500 wird mit Wasser gekühlt und erreicht eine thermische Leistung von 500 Megawatt. Für den Eigenbedarf des Kraftwerks wird ein Teil des Dampfes über eine Turbine geleitet. Der noch nicht kondensierte Dampf wird in das Fernwärmenetz eingespeist, aus welchem die Wärmeversorgung von Gebäuden sichergestellt wird. 
Auch Meerwasserentsalzungsanlagen können mit diesem Reaktor betrieben werden. Fast 200.000 m3 Wasser können pro Tag aufbereitet werden. Nach der Destillationsstufe wird der Dampf wieder durch eine Turbine geleitet, um Strom für den Eigenbedarf zu gewinnen. Alle zwei Jahre müssen die Brennelemente im Reaktor getauscht werden. Eine kleinere Version des AST-500 ist der AST-300 mit 300 Megawatt thermischer Leistung.

## Daten
| Technische Daten                 | AST-500 (Fernwärmekraftwerk)    | AST-500 (Meerwasserentsalzung)  | AST-300    |
| -------------------------------- | ------------------------------- | ------------------------------- | ---------- |
| Thermische Leistung              | 400 MWth                        | 400 MWth                        | 300 MWth   |
| Druck Reaktor                    | 1,6 bis 2,0 MPa                 | 1,6 bis 2,0 MPa                 | 2,0 MPa    |
| Anzahl der Brennelemente         | 121                             | 121                             | 85         |
| Druck Primärkreislauf            | 2 MPa                           | 2 MPa                           | 2 MPa      |
| Temperatur Primärkreislauf       | 208 °C                          | 141 °C                          | 393/471 °C |
| Druck Sekundärkreislauf          | 1,2 MPa                         | 1,2 MPa                         | -          |
| Temperatur Sekundärkreislauf     | 160 °C                          | 102 °C                          | -          |
| Salzwasser Filterleistung        | -                               | 200.000 m³ pro Tag              | -          |
| Prozesstemperatur Salzwasser     | -                               | weniger als 115 °C              | -          |
| Salzkonzentration nach Filterung | -                               | weniger als 2 mg pro Liter      | -          |
| Kosten                           | ca. $446 pro Kilowatt thermisch | ca. $446 pro Kilowatt thermisch | -          |
| Lebensdauer                      | ca. 45 Jahre                    | ca. 45 Jahre                    | -          |

(Quellen)

## Projekte

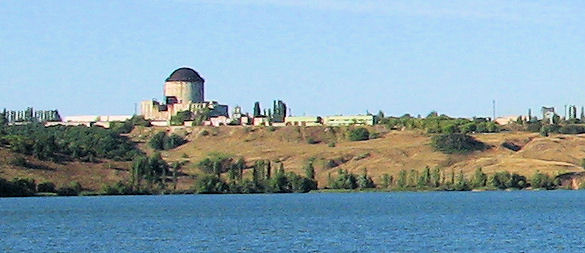
Kernheizwerk Woronesch

Die ersten vier AST-500 sollten in Woronesch und Gorki gebaut werden, das Projekt wurde aber kurz nach dem Zerfall der Sowjetunion eingestellt. In Kooperation mit Škoda wurden Entwicklungsarbeiten an einem AST-200 für die Tschechoslowakei durchgeführt.